# Mildred Natwick
Mildred Natwick (Baltimora, 19 giugno 1905 – New York, 25 ottobre 1994) è stata un'attrice statunitense, candidata all'Oscar per la miglior attrice non protagonista nel 1967.

## Biografia
Nata a Baltimora, nel Maryland, da una famiglia di origine norvegese, suo nonno fu uno dei primi norvegesi emigrati negli USA. Iniziò la carriera teatrale a 21 anni in una compagnia amatoriale e nel 1932 fece il suo debutto a Broadway. 
Attrice dotata di raffinata ironia, per tutto il decennio lavorò in numerosi di spettacoli, spesso in collaborazione con l'attore, sceneggiatore e regista Joshua Logan. Nel 1940 fece il suo debutto cinematografico con Lungo viaggio di ritorno, diretto da John Ford, con il quale tornerà a lavorare altre volte. Negli anni cinquanta si segnalò per la spiritosa interpretazione di Ivy Gravely, attempata e surreale vedova che cerca timidamente di sedurre il "capitano" Edmund Gwenn in La congiura degli innocenti (1955) di Alfred Hitchcock. Non abbandonò il teatro, e fu candidata come migliore attrice al Tony Award nel 1957 e nel 1972.
Nel 1968, dopo vari anni di assenza dal cinema, ottenne la sua unica candidatura al premio Oscar come miglior attrice non protagonista per la briosa interpretazione di Ethel Banks, madre di Jane Fonda, nel film di grande successo A piedi nudi nel parco (1967) di Gene Saks. Partecipò come guest-star a diverse serie televisive, tra cui The Snoop Sisters (1973), ove affiancò Helen Hayes. Dopo il 1969 cominciò a diradare le sue partecipazioni cinematografiche. 
In seguito affiancò James Caan, Sally Field e Jeff Bridges nella commedia C'è... un fantasma tra noi due (1982) di Robert Mulligan. La sua ultima apparizione sul grande schermo risale al 1988, nel film Le relazioni pericolose di Stephen Frears, ove interpretò il ruolo dell'anziana Madame de Rosemonde. Morì nel 1994, all'età di 89 anni, per un cancro.

## Filmografia parziale

### Cinema
- Lungo viaggio di ritorno (The Long Voyage Home), regia di John Ford (1940)
- Il villino incantato (The Enchanted Cottage), regia di John Cromwell (1945)
- Jolanda e il re della samba (Yolanda and the Thief), regia di Vincente Minnelli (1945)
- Schiavo del passato (The Late George Apley), regia di Joseph L. Mankiewicz (1947)
- Il sorriso della Gioconda (A Woman's Vengeance), regia di Zoltán Korda (1948)
- Il bacio del bandito (The Kissing Bandit), regia di László Benedek (1948)
- In nome di Dio (3 Godfathers), regia di John Ford (1948)
- I cavalieri del Nord Ovest (She Wore a Yellow Ribbon), regia di John Ford (1949)
- Dodici lo chiamano papà (Cheaper by the Dozen), regia di Walter Lang (1950)
- Un uomo tranquillo (The Quiet Man), regia di John Ford (1952)
- Contro tutte le bandiere (Against All Flags), regia di George Sherman (1952)
- La congiura degli innocenti (The Trouble with Harry), regia di Alfred Hitchcock (1955)
- Il giullare del re (The Court Jester), regia di Melvin Frank e Norman Panama (1956)
- Gioventù ribelle (Teenage Rebel), regia di Edmund Goulding (1956)
- Tammy fiore selvaggio (Tammy and the Bachelor), regia di Joseph Pevney (1957)
- A piedi nudi nel parco (Barefoot in the Park), regia di Gene Saks (1967)
- Se è martedì deve essere il Belgio (If It's Tuesday, This Must Be Belgium), regia di Mel Stuart (1969)
- Finalmente arrivò l'amore (At Long Last Love), regia di Peter Bogdanovich (1975)
- C'è... un fantasma tra noi due (Kiss Me Goodbye), regia di Robert Mulligan (1982)
- Le relazioni pericolose (Dangerous Liaisons), regia di Stephen Frears (1988)

### Televisione
- Lights Out – serie TV, episodio 2x30 (1950)
- The Doctor – serie TV, episodio 1x39 (1953)
- The 20th Century-Fox Hour – serie TV, episodio 1x05 (1955)
- The Kaiser Aluminum Hour – serie TV, episodio 1x05 (1956)
- Alfred Hitchcock presenta (Alfred Hitchcock Presents) – serie TV, episodi 1x24-3x18 (1956-1958)
- Bonanza – serie TV, episodio 10x17 (1969)
- Hawaii Squadra Cinque Zero (Hawaii Five-O) – serie TV, episodio 10x21 (1978)
- You Can't Take It with You, regia di Paul Bogart – film TV (1979)
- La signora in giallo (Murder, She Wrote) – serie TV, episodio 2x16 (1986)

## Riconoscimenti
- Premio Oscar
  - 1967 – Candidatura alla miglior attrice non protagonista per A piedi nudi nel parco

- Laurel Awards
  - 1968 – Candidatura alla miglior attrice non protagonista comica per A piedi nudi nel parco

## Doppiatrici italiane
- Tina Lattanzi in Schiavo del passato, Il bacio del bandito, Un uomo tranquillo, La congiura degli innocenti, Il giullare del re
- Franca Dominici in Gioventù ribelle, Le relazioni pericolose
- Marcella Rovena in Il sorriso della Gioconda
- Lydia Simoneschi in In nome di Dio
- Wanda Tettoni in I cavalieri del Nord Ovest
- Giovanna Scotto in Contro tutte le bandiere
- Rina Morelli in Tammy fiore selvaggio
- Renata Marini in A piedi nudi nel parco
- Elsa Camarda in Daisy Miller
- Micaela Giustiniani in La signora in giallo
- Carla Comaschi in Dodici lo chiamano papà (ridoppiaggio)